# Col de Voza
Le col de Voza est un col de France situé dans le massif du Mont-Blanc, au-dessus de Saint-Gervais-les-Bains et des Houches.

## Géographie
Le col de Voza est situé dans l'ouest du massif du Mont-Blanc, sur une ligne de crête descendant de l'aiguille du Goûter au sud-est en direction de la confluence entre l'Arve et le Bon Nant au nord-ouest. Le col est directement entouré par la tête de la Charme à l'ouest et le replat de Bellevue à l'est, dominant la vallée du torrent de Bionnassay et le hameau du même nom au sud et la vallée de l'Arve au niveau des Houches au nord.
Le col est aisément accessible en été comme en hiver puisque deux chemins montent des Houches et de Bionnassay pour se rejoindre au col et se poursuivre sur la ligne de crête, plusieurs sentiers de randonnée convergent au col dont le GR 5 et le GR Tour du Mont-Blanc. Le col de Voza est d'ailleurs la première ascension sur l'Ultra-Trail du Mont-Blanc au mois d'août. Le col constitue également un arrêt du tramway du Mont-Blanc et la proximité des remontées mécaniques des Houches font que des pistes de ski passent par le col.
Au col se trouve un arrêt du tramway du Mont-Blanc, un centre de vacances de l'APAS-BTP, un bâtiment technique de Saint-gervais-les-Bains et les ruines d'un restaurant qui a brûlé en novembre 2022.

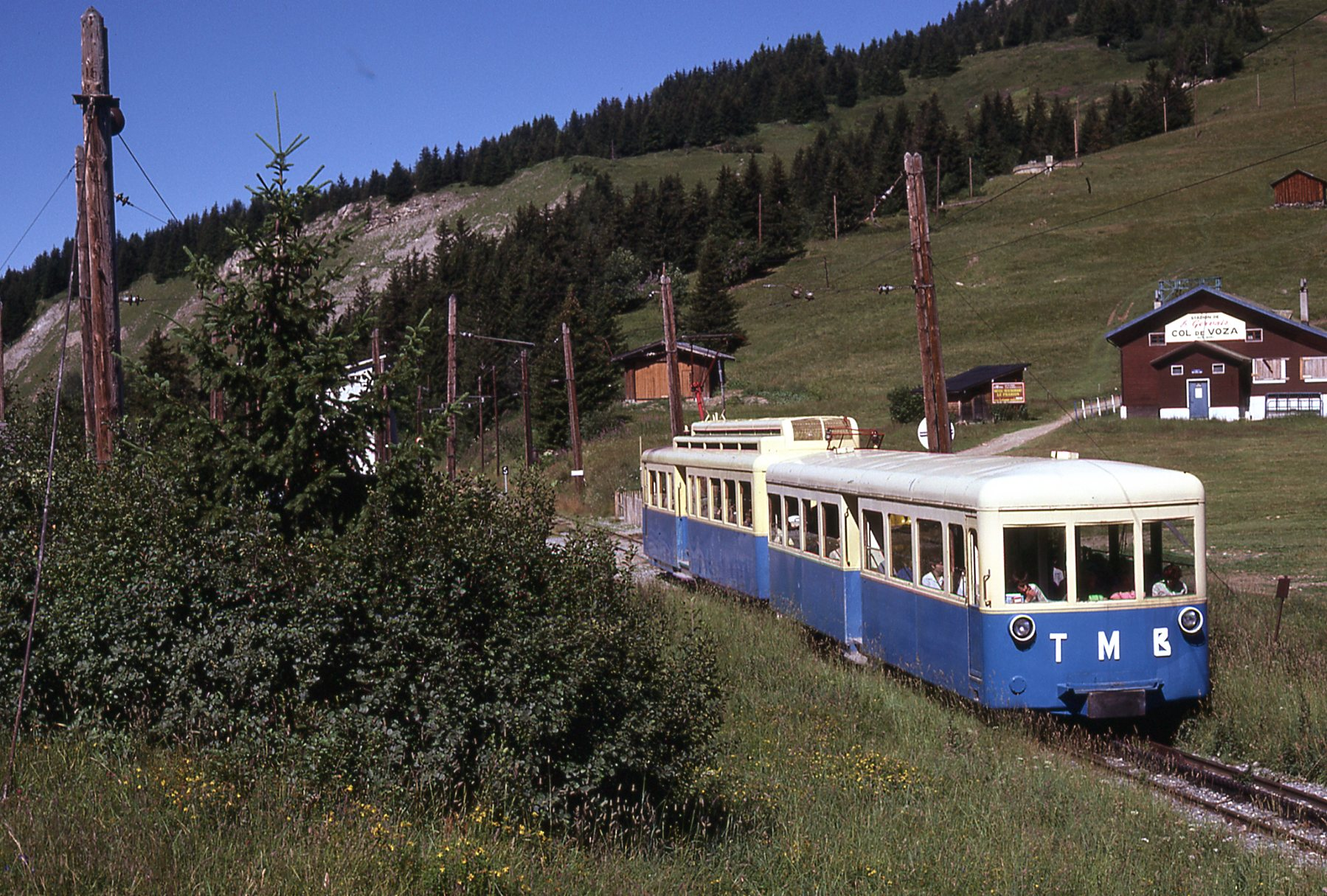
Le tramway du Mont-Blanc au col de Voza en 1979.

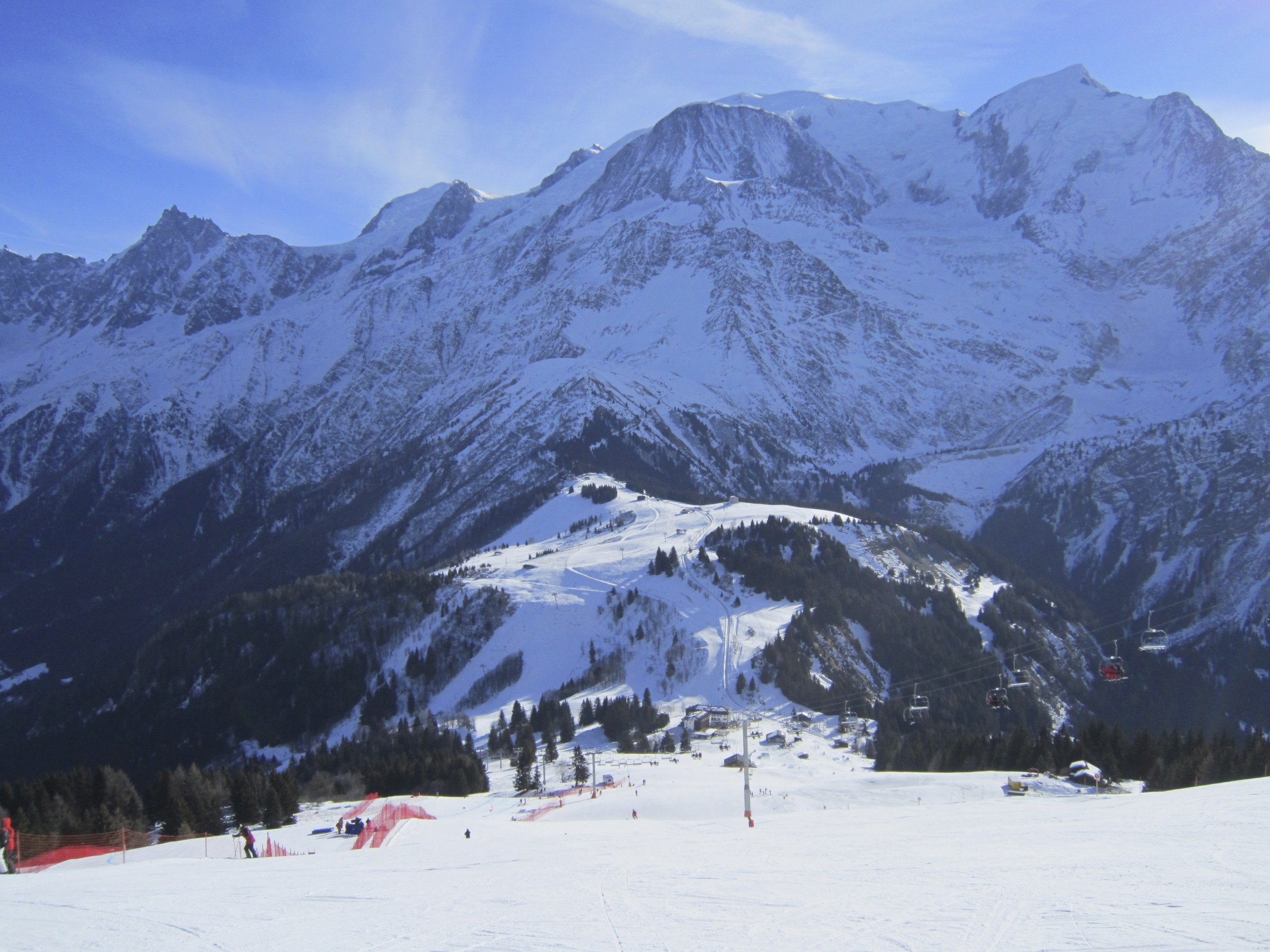
Vue du col de Voza dominé par plusieurs hauts sommets du massif du Mont-Blanc dont l'aiguille et le dôme du Goûter (au centre), l'aiguille du Midi (à gauche) et l'aiguille de Bionnassay (à droite).